# Neoglaziovia
Neoglaziovia Mez é um género botânico pertencente à família Bromeliaceae, subfamília Bromelioideae.
O gênero foi nomeado em homenagem ao francês Auguste François Marie Glaziou (1833-1906), paisagista e coletor de bromélias no Brasil.
Plantas encontradas no norte do Brasil. A espécie  Neoglaziovia variegata foi, e continua sendo, uma importante fonte de obtenção de fibras para a fabricação de telas, redes e cordas.

## Espécies
- Neoglaziova burle-marxii Leme
- Neoglaziovia concolor C.H.Wright
- Neoglaziovia variegata (Arruda Câmara) Mez